# Bornholms Amtsråd 1994-1997
Liste over medlemmer af amtsrådet i Bornholms Amt, indvalgte ved amtsrådsvalget, 16. november 1993.

## Mandatfordeling
A - Socialdemokratiet: 6 mandater
F - Socialistisk Folkeparti: 1 mandat
Q - Kristeligt Folkeparti: 1 mandat
V - Venstre: 10 mandater

## Styrelsen
| Embede                      | Navn                    | Parti                   |
| --------------------------- | ----------------------- | ----------------------- |
| Amtsborgmester              | Knud Andersen           | Venstre                 |
| Første viceamtsborgmester   | Annebeth Runge Svendsen | Venstre                 |
| Anden viceamtsborgmester    | Bjarne Westerdahl       | Socialdemokratiet       |
| Formand for økonomiudvalget | Knud Andersen           | Venstre                 |
| Formand for socialudvalget  | Egon Sørensen           | Socialistisk Folkeparti |
| Formand for teknisk udvalg  | Bjarne Westerdahl       | Socialdemokratiet       |
| Formand for kulturudvalget  | Egon Sørensen           | Socialistisk Folkeparti |

## Valgte medlemmer
| Medlem                    | Parti                   |
| ------------------------- | ----------------------- |
| Inger Kok Andersen        | Socialdemokratiet       |
| Knud Andersen             | Venstre                 |
| Joan Erlandsen            | Venstre                 |
| Marleen Hansen            | Venstre                 |
| Ole Becker Jørgensen      | Venstre                 |
| Per Jørgensen             | Socialdemokratiet       |
| Bjarne Hartung Kirkegaard | Kristendemokraterne     |
| Søren Koch                | Venstre                 |
| Svend Gunnar Kofoed-Dam   | Venstre                 |
| Poul A. Pedersen          | Venstre                 |
| Kaj Ove Rasmussen         | Socialdemokratiet       |
| Leif Smed                 | Socialdemokratiet       |
| Egon Sørensen             | Socialistisk Folkeparti |
| Annebeth Runge Svendsen   | Venstre                 |
| Bjarne Westerdahl         | Socialdemokratiet       |
| Elly Wolff                | Socialdemokratiet       |
| Ulla Wollny               | Venstre                 |

## Ændringer i perioden

### Partiskift
| Navn          | Gammelt parti           | Nyt parti | Dato            |
| ------------- | ----------------------- | --------- | --------------- |
| Egon Sørensen | Socialistisk Folkeparti | Venstre   | 1994 eller 1995 |

### Personskift
| Udtrådt medlem    | Parti             | Indtrådt medlem | Dato            |
| ----------------- | ----------------- | --------------- | --------------- |
| Kaj Ove Rasmussen | Socialdemokratiet | Eva F. Lind     | 1994 eller 1995 |